# George Kennan
George Frost Kennan (ur. 16 lutego 1904 w Milwaukee, zm. 17 marca 2005 w Princeton) – amerykański dyplomata, sowietolog, uważany za architekta polityki zimnej wojny w latach 40. i 50. XX wieku.

## Życiorys
Był stryjecznym wnukiem podróżnika George Kennana (1845–1924). Kształcił się w szkole wojskowej, następnie na Uniwersytecie w Princeton (ukończył w 1925). Po studiach podjął pracę w amerykańskiej służbie dyplomatycznej. Pierwszą placówką zagraniczną Kennana była Genewa, potem przeniesiono go do Hamburga (1927), następnie do Tallinna (1928); był trzecim sekretarzem wspólnej ambasady USA w republikach bałtyckich (1931). W 1929 został przeniesiony do Berlina, gdzie – już jako urzędnik Departamentu Stanu – poznawał język i kulturę rosyjską. Jako ekspert ds. ZSRR znalazł się w składzie personelu ponownie otwartej w 1933 ambasady amerykańskiej w Moskwie, gdzie pozostawał do 1937.
W kolejnych latach pracował krótko w Stanach Zjednoczonych, następnie w Pradze, wreszcie w 1940 został skierowany ponownie do Berlina. Był pierwszym sekretarzem ambasady aż do wypowiedzenia wojny Stanom Zjednoczonym przez Niemcy. Został wówczas internowany i powrócił do kraju kilka miesięcy później, w maju 1942. Wkrótce ponownie znalazł się w Europie jako amerykański przedstawiciel w Portugalii i Wlk. Brytanii. W 1944 po raz kolejny wysłany został na placówkę do Moskwy. Jego „długi telegram” z lutego 1946 był pierwszą powojenną analizą polityki zagranicznej ZSRR i jej ścisłej współzależności z ustrojem i polityką wewnętrzną. Konkluzją długiego telegramu był postulat rewizji dotychczasowej polityki USA wobec ZSRR i rozpoczęcie zdefiniowanej w nim właśnie polityki powstrzymywania. Słynny artykuł Kennana The Sources of Soviet Conduct, opublikowany anonimowo (tzw. X Article) w piśmie „Foreign Affairs” (zajmującym się stosunkami międzynarodowymi), był publiczną wersją jego telegramu i formułował definicję polityki powstrzymywania (określanej już oficjalnie jako „zimna wojna”) przyjętej w początku 1947 przez administrację Trumana jako doktryna amerykańskiej polityki zagranicznej. 
W 1952 został mianowany ambasadorem w ZSRR, ale już w październiku tego samego roku utracił stanowisko po skandalu dyplomatycznym, jaki wywołała jego wypowiedź odebrana jako porównanie ZSRR do nazistowskich Niemiec. Jego następcą na stanowisku ambasadora w Moskwie był Charles Bohlen.
W 1953 odszedł ze służby dyplomatycznej i podjął pracę w Princeton, w Instytucie Studiów Wyższych (Institute for Advanced Study). Prowadził tam wykłady i publikował wiele prac dotyczących polityki międzynarodowej, m.in. wyróżnioną Nagrodą Pulitzera książkę Russia Leaves the War (1956). W latach 1961–1963 był ambasadorem amerykańskim w Jugosławii. W 1976 otrzymał Pour le Mérite za Naukę i Sztukę. W 1982 został laureatem Nagrody Pokojowej Księgarzy Niemieckich.

## Wybrane publikacje
- American Diplomacy, 1900–1950 (1951)
- Realities of American Foreign Policy (1954)
- Russia Leaves the War (1956)
- The Decision to Intervene (1958)
- Russia, the Atom, and the West (1958)
- Russia and the West under Lenin and Stalin (1961)
- Memoirs, 1925–1950 (1967)
- From Prague after Munich: Diplomatic Papers, 1938–1940 (1968)
- The Marquis de Custine & His „Russia in 1839” (1971)
- Memoirs, 1950–1963 (1972)
- The Decline of Bismarck's European Order: Franco-Russian Relations, 1875–1890 (1979)
- The Nuclear Delusion: Soviet-American Relations in the Atomic Age (1982)
- The Fateful Alliance: France, Russia, and the Coming of the First World War (1984)
- Sketches from a Life (1989)
- Around the Cragged Hill: A Personal and Political Philosophy (1993)
- At a Century's Ending: Reflections 1982–1995 (1996)
- An American Family: The Kennans – The First Three Generations (2000)